# Липенка (приток Извери)
Липенка — река в Калужской области России.
Протекает в юго-восточном направлении по территории Износковского района. Исток — у деревни Даниловка, впадает в реку Изверь в 53 км от её устья по правому берегу, у деревни Аксёново. Длина реки составляет 11 км.
Вдоль течения реки расположены населённые пункты сельского поселения «Село Износки» — деревни Даниловка, Горбатово и Тетево.

## Данные водного реестра
По данным государственного водного реестра России относится к Окскому бассейновому округу, водохозяйственный участок реки — Угра от истока до устья, речной подбассейн реки — Бассейны притоков Оки до впадения Мокши. Речной бассейн реки — Ока.
Код объекта в государственном водном реестре — 09010100412110000021450.